# رحلة لذيذة (فلم)
رحلة لذيذة هو فيلم مصري عرض عام 1971، بطولة حسن يوسف ونجلاء فتحي ومن إخراج فطين عبد الوهاب..

## قصة الفيلم
يقرر أحمد الارتباط بزميلته في الجامعة زهرة ويصارح والديه في رغبته في الزواج إلا أن والده يرفض لأنه لا يزال طالبا وفي نفس الوقت تجد زهرة أن هناك مشروع زواج يدبر لها من قبل والدها فتخبر أحمد بذلك الذي يقرر الزواج من زهرة، ويهربان معًا بسيارة والدها بعد تغير لوحاتها بلوحات سيارة أخرى نفس الموديل.

## طاقم التمثيل
- حسن يوسف: (أحمد)
- نجلاء فتحي: (زهرة)
- عادل إمام: (متولي)
- حسن مصطفى: (والد زهرة)
- عدلي كاسب: (والد محاسن)
- زوزو شكيب: (والدة محاسن)
- إبراهيم سعفان: (والد أحمد)
- نجوى فؤاد: (الراقصة)
- ميمي جمال: (محاسن)
- فتحية شاهين: (والدة زهرة)
- سلامة إلياس: (الجرسون)
- حسن حسين: (الشاويش)
- كامل أنور: (الشاويش)
- حسين الشربيني: (مجدي)
- ماري عز الدين: (والدة أحمد)
- إسكندر منسي: (وكيل النيابة)
- صالح الإسكندراني: (الجنايني)
- عماد محرم: (العريس التاسع)
- عبد الغني النجدي: (المأذون)

## فريق العمل
- إخراج: فطين عبد الوهاب
- قصة: حسن يوسف
- سيناريو وحوار: فاروق صبري
- مدير التصوير: عادل عبد العظيم
- مونتاج: فكري رستم
- إنتاج: أفلام الاتحاد (عباس حلمي)، المؤسسة المصرية العامة للسينما
- توزيع: المؤسسة المصرية العامة للسينما